# Felsenpfad (Kirkel)

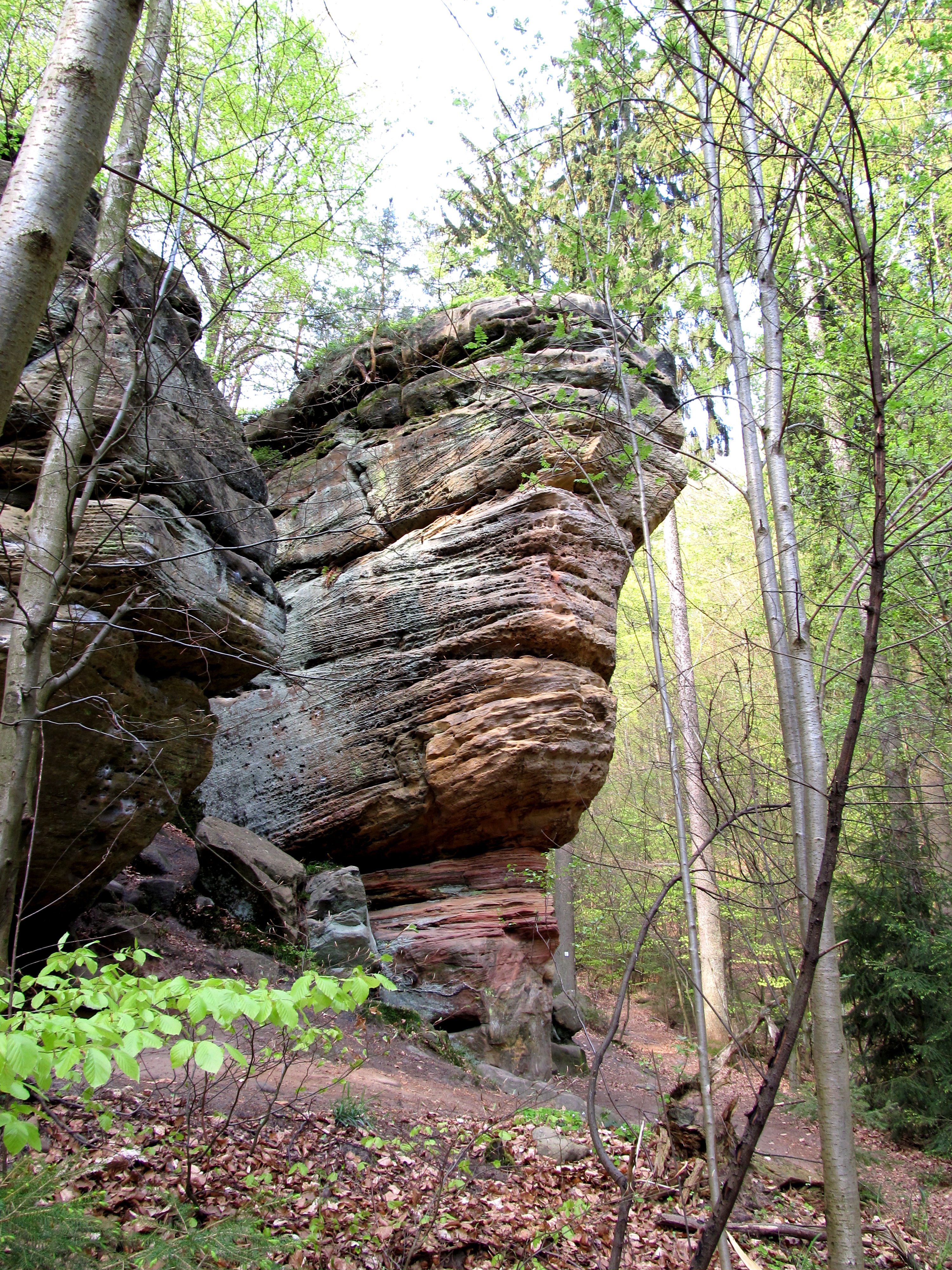
Der Unglücksfelsen am Kirkeler Felsenpfad

Der Rundwanderweg Felsenpfad ist ein ca. 7 km langer Wanderweg bei Kirkel im Saarland und liegt im Sankt Ingbert-Kirkeler Waldgebiet. Die Felsen am Felsenpfad werden von Kletterern und Bergsteigern als Trainingsstätte genutzt.

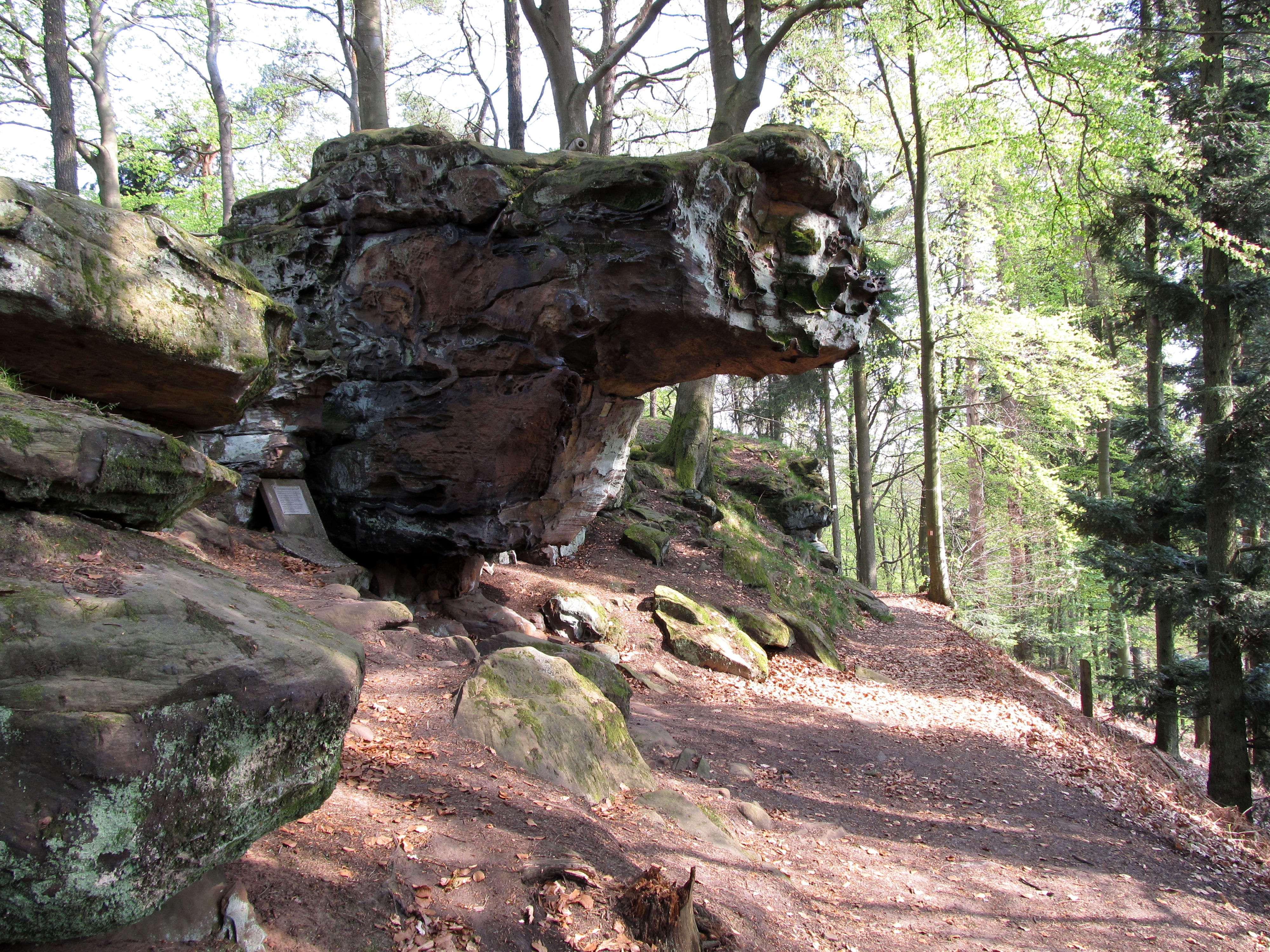
Die Hollerkanzel

## Wegbeschreibung
Der Weg führt durch teilweise dichten Laubmischwald, vorbei an imposanten Buntsandsteinformationen. Einige der Felsen beeindrucken mit hohen glatten oder zerklüfteten Winkeln, breiten Spalten, engen Kaminen und gelb-rotbraunen Färbungen. Die Strecke ist als leicht einzustufen und verläuft praktisch ausschließlich auf einem schmalen, teils felsig-durchwurzelten Pfad. Leichte bis mittlere Kondition ist erforderlich.

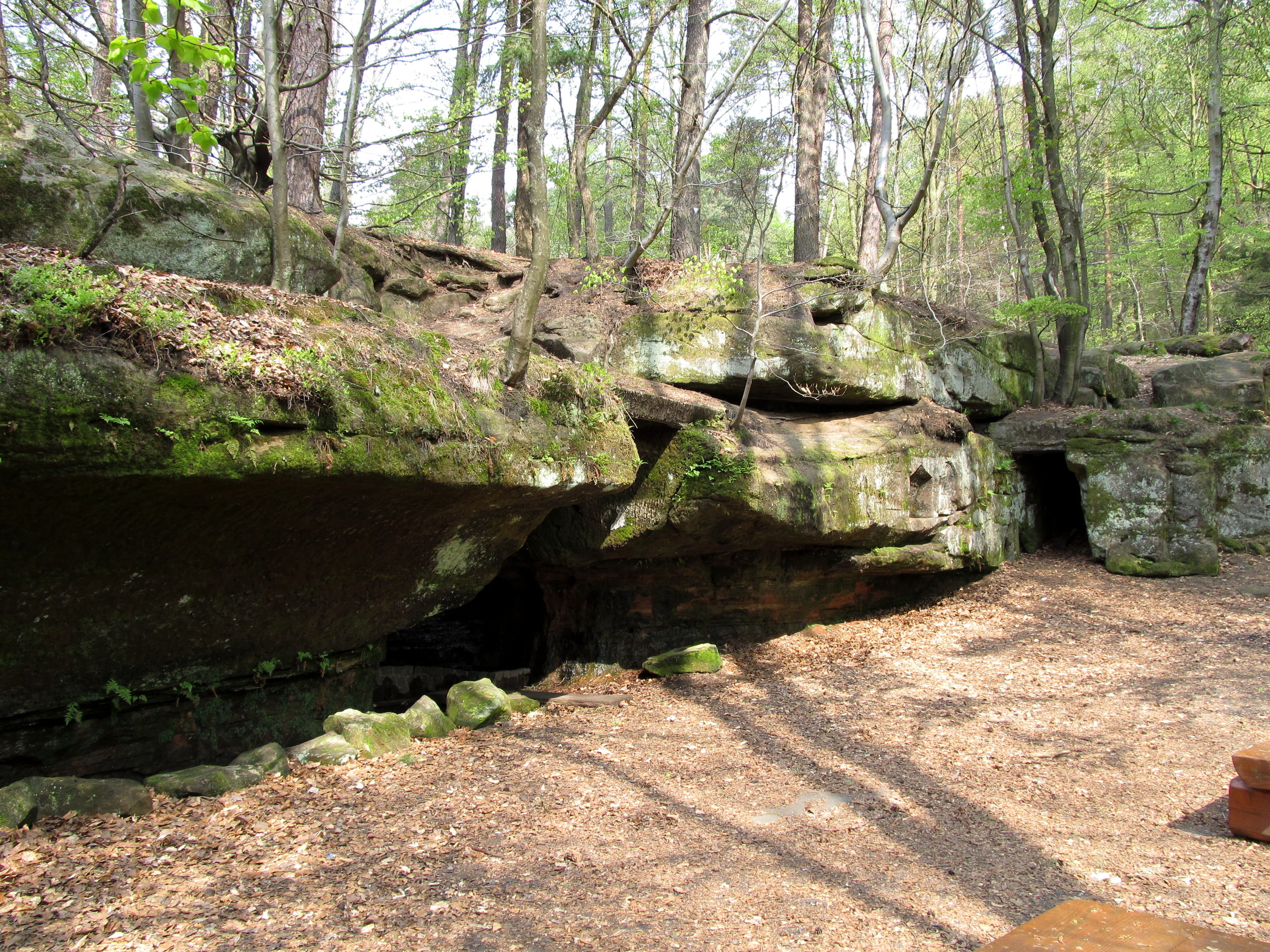
Der Frauenbrunnen im Kirkeler Wald

## Sehenswertes auf der Strecke
Zu den vielen beeindruckenden Felsformationen am Felsenpfad gehören u. a. der „Unglücksfelsen“ oder die „Hollerkanzel“. Am „Unglücksfelsen“ soll der Sage nach ein Jäger hoch zu Ross bei der Jagd auf einen Hirsch abgestürzt sein. An der Stelle der „Hollerkanzel“ befand sich einst die Hollerburg, eine vermutlich in das 9. Jahrhundert zurückgehende, frühmittelalterliche „Holz-Erde-Anlage“.
Sehenswerter Teil des Felsenpfades ist auch der 1983 eingerichtete „Geologische Lehrpfad“, gestaltet mit Gestein aus verschiedenen geologischen Formationen des Saarlandes. Am Anfang des Lehrpfades ist eine Übersichtskarte aufgestellt, die das Saarland, sowie angrenzende Teile geologisch umfasst und die Fundorte der aufgestellten Steine anzeigt.
Ebenfalls an dem Wanderweg liegt der „Frauenbrunnen“, der schon von den Kelten als Kultstätte genutzt wurde. Im Volksmund galt die Felsenkulisse mit dem Brunnen als Herkunftsort der Kinder; ein Kinderborn. Rechts am Brunnen erkennt man einen Durchgang, der das Ende eines unterirdischen Fluchttunnels vom Kloster Wörschweiler sein soll oder sogar zu einem Schatz führen soll.